# Амр ибн ал-Ас
Амр ибн ал-Ас (п. 664 г.) е виден арабски пълководец, съратник на пророк Мохамед.
Амр произхожда от заможния род Бану Сахм на племето курейши. Приема исляма през 629 – 630 г. Първата му мисия е в Оман. След това участва в похода към Сирия като командир на една от трите армии, изпратени от халиф Абу Бакр. Взема участие и в битката при Ярмук (636 г.)между войските на Византия и Арабския халифат за контрол над Сирия. Ръководи завоюването на Египет (640 – 642), като побеждава византийците при Хелиополис (днес предградие на Кайро) през 640 г. и влиза в столицата Александрия през 642 г. Основава гр. Фустат – част от район „Стар Египет“ в днешно Кайро.